# Sauber C31
Sauber C31 byl závodní vůz Formule 1 navržený společností Sauber pro použití v sezóně 2012. Vůz řídili Kamui Kobajaši a Sergio Pérez. Technický ředitel James Key oznámil, že opouští tým pouhé čtyři dny před tím, než měl být vůz C31 představen na okruhu v Jerezu.
Šasi navrhli James Key, Matt Morris, Pierre Waché a Willem Toet, přičemž vůz byl poháněn zákaznickým motorem Ferrari.

## Shrnutí sezóny

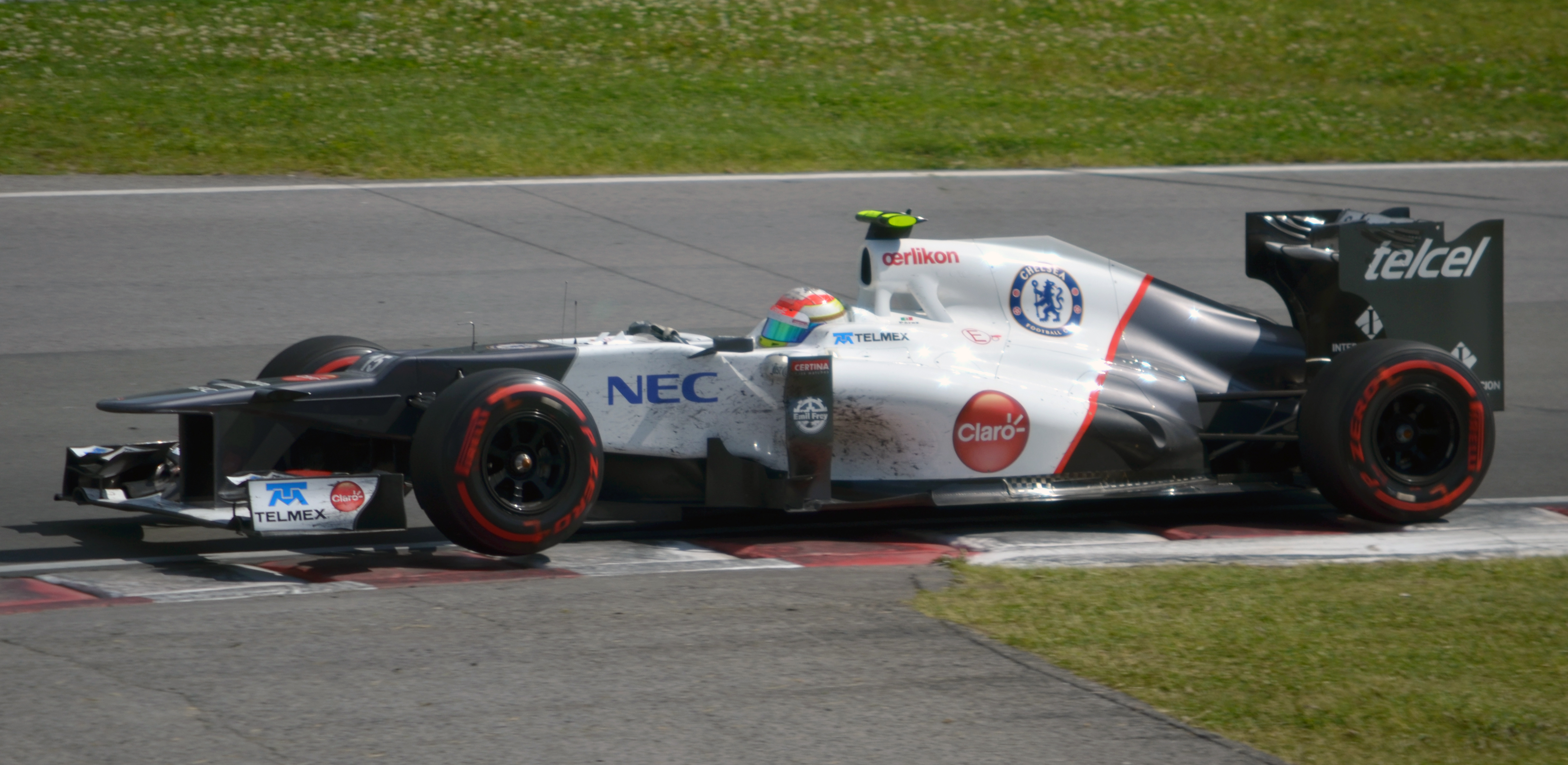
Sergio Pérez při Grand Prix Kanady 2012.

Vůz C31 dosáhl svého prvního stupně vítězů s Pérezem za volantem při Grand Prix Malajsie.
Dne 10. června Pérez dosáhl svého druhého umístění na stupních vítězů v sezóně při Grand Prix Kanady, když skončil na třetím místě, zatímco Kobajaši přidal deváté místo, aby pomohl Sauberu posunout se na šesté místo v poháru konstruktérů.
Při Grand Prix Německa dosáhl vůz C31 svého nejlepšího bodového zisku v sezóně, když Kobajaši skončil na pátém místě, než ho penalizace soupeře posunula na čtvrté místo. Pérez ho následoval šestým místem, což týmu přineslo 20 bodů v jednom závodě. Jednalo se o nejlépe bodovaný závod týmu od návratu do Formule 1 jako soukromý tým.
Do Grand Prix Belgie Kobajaši startoval druhý a Pérez čtvrtý (nejlepší umístění na startovním roštu v historii Sauberu). Na začátku závodu způsobil Romain Grosjean obrovskou havárii, při které vyřadil sebe, Péreze, lídra šampionátu Fernanda Alonsa a Lewise Hamiltona. Kobajašiho Sauber byl také při incidentu poškozen, což ho srazilo na chvost startovního pole a závod dokončil na 13. místě.
Grand Prix Itálie byla pro tým Sauber skvělým víkendem, když jezdci získali 20 bodů. Pérez dojel na druhém místě (jeho třetí pódium v sezóně) a Kobajaši na devátém místě. Pérez měl silný závod a předjel jezdce jako Schumacher, Räikkönen, Rosberg, Massa a Alonso. Tým Sauber měl s Pérezovým vozem skvělou strategii, startoval na tvrdých pneumatikách a ve 30. kole z 53 přezul pneumatiky na střední směs (opačná strategie než u těch, kteří startovali z čela roštu). Kobajaši startoval na 8. místě, skončil na 9. místě a získal dva body.

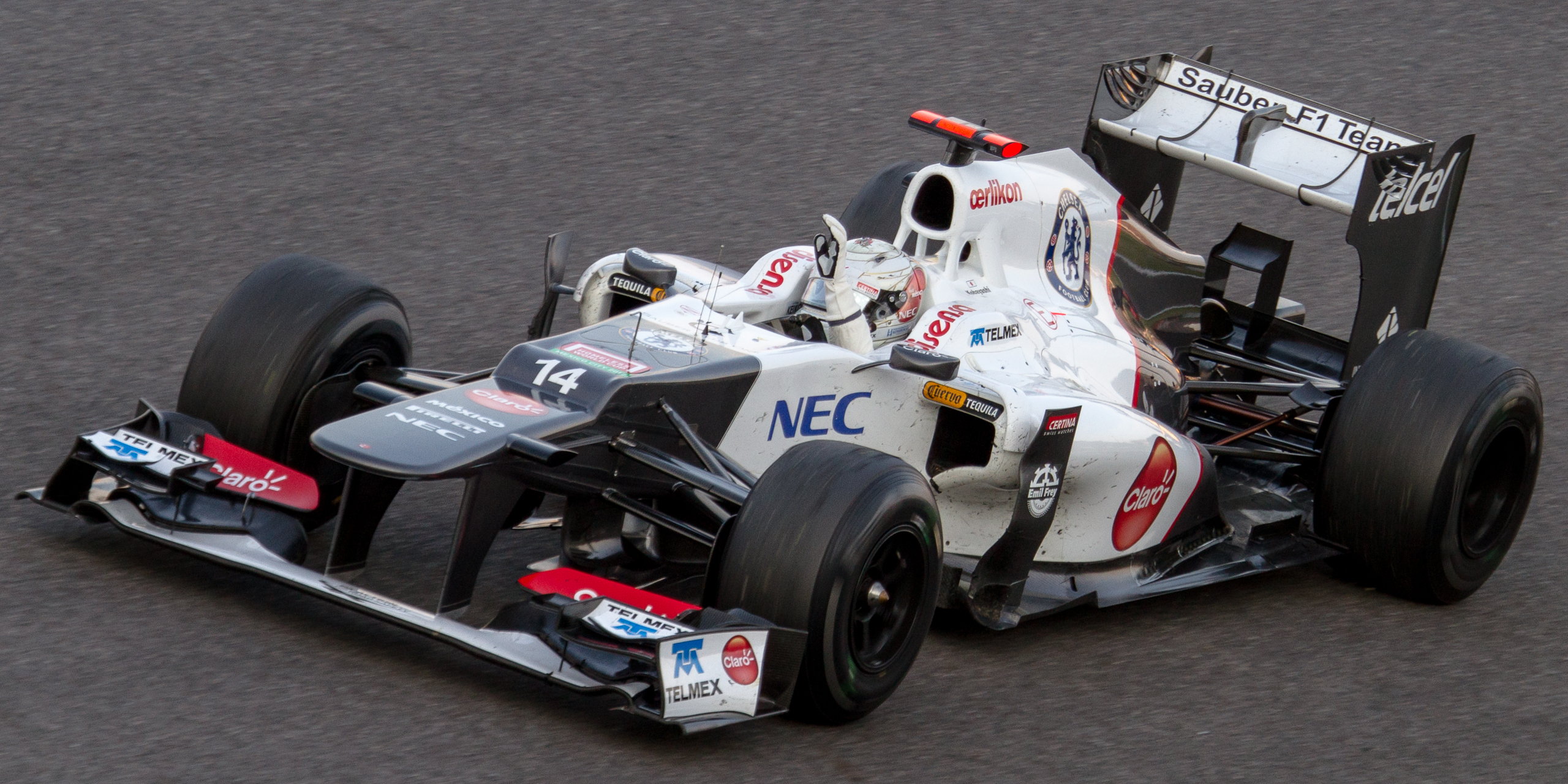
Kamui Kobajaši slavící své umístění na stupních vítězů před domácím publikem v Japonsku.

Sauber C31 zakončil sezónu 2012 na velmi slušném šestém místě v poháru konstruktérů se 126 body (nejvíce jako soukromý tým od roku 1993), dvěma nejrychlejšími koly (v Číně a v Monaku), čtyřmi umístěními na stupních vítězů (v Malajsii, v Kanadě, v Itálii a v Japonsku) a 13. účastmi ve třetí části kvalifikace. Vůz se ukázal jako rychlý a velmi konkurenceschopný, i když na některých okruzích a především v kvalifikaci nekonzistentní v nastavení.
Využití při testování Sauber C31 byl v týmu používán k testování mladých jezdců. Bývalá pilotka série IndyCar Simona de Silvestro testovala vůz C31 během svého působení u týmu. S vozem jezdila na okruhu Fiorano, který vlastní dodavatel motorů Ferrari a který ho používal ke svému testování. Vůz byl také týmem použit k testování mladých jezdců Adderlyho Fonga a Roye Nissanyho při dvoudenním testu na okruhu Ricardo Tormo. Vůz na okruhu dokončil 99 kol v obou dnech, přičemž Fong jezdil první den a Nissany druhý den.

## Sponzorství a zbarvení
Na rozdíl od předchozích vozů, jako byl Sauber C29 a v menší míře i C30, měl vůz C31 mnohem více vizuálního sponzorství aplikovaného na vůz, jako byly společnosti Telmex, Telcel, Claro, Chelsea FC, Tequila Cuervo, Visit México, Oerlikon, NEC a Certina. Mnohé z nich byly mexické společnosti získané od jezdce Sergia Péreze a rezervního jezdce týmu Estebana Gutiérreze.
Pro Grand Prix Španělska bylo na vůz přidáno logo Chelsea FC.

## Kompletní výsledky ve Formuli 1
| Legenda k tabulce | Legenda k tabulce                                                                       |
| Barva             | Výsledek                                                                                |
| ----------------- | --------------------------------------------------------------------------------------- |
| Zlatá             | Vítěz                                                                                   |
| Stříbrná          | 2. místo                                                                                |
| Bronzová          | 3. místo                                                                                |
| Zelená            | Bodované umístění                                                                       |
| Modrá             | Nebodované umístění                                                                     |
| Modrá             | Dokončil neklasifikován (NC)                                                            |
| Fialová           | Odstoupil (Ret)                                                                         |
| Červená           | Nekvalifikoval se (DNQ)                                                                 |
| Červená           | Nepředkvalifikoval se (DNPQ)                                                            |
| Černá             | Diskvalifikován (DSQ)                                                                   |
| Bílá              | Nestartoval (DNS)                                                                       |
| Bílá              | Závod zrušen (C)                                                                        |
| Světle modrá      | Pouze trénoval (PO)                                                                     |
| Světle modrá      | Páteční testovací jezdec (TD)                                                           |
| Bez barvy         | Netrénoval (DNP)                                                                        |
| Bez barvy         | Vyřazen (EX)                                                                            |
| Bez barvy         | Nepřijel (DNA)                                                                          |
| Bez barvy         | Odvolal účast (WD)                                                                      |
| Bez barvy         | Nezúčastnil se (prázdné)                                                                |
| Označení          | Význam                                                                                  |
| Tučnost           | Pole position                                                                           |
| Kurzíva           | Nejrychlejší kolo                                                                       |
| †                 | Jezdec nedojel do cíle, ale byl klasifikován, protože odjel více než 90 % délky závodu. |
| ‡                 | Byl udělován poloviční počet bodů, protože bylo odjeto méně než 75 % délky závodu.      |
| Horní index       | Umístění bodujících jezdců ve sprintu                                                   |

| Rok  | Tým            | Motor            | Pneumatiky | Jezdci         | 1   | 2   | 3   | 4   | 5   | 6   | 7   | 8   | 9   | 10  | 11  | 12  | 13  | 14  | 15  | 16  | 17  | 18  | 19  | 20  | Body | Umístění |
| ---- | -------------- | ---------------- | ---------- | -------------- | --- | --- | --- | --- | --- | --- | --- | --- | --- | --- | --- | --- | --- | --- | --- | --- | --- | --- | --- | --- | ---- | -------- |
| 2012 | Sauber F1 Team | Ferrari Type 056 | P          |                | AUS | MAL | CHN | BHR | ESP | MON | CAN | EUR | GBR | GER | HUN | BEL | ITA | SIN | JPN | KOR | IND | ABU | USA | BRA | 126  | 6. místo |
| 2012 | Sauber F1 Team | Ferrari Type 056 | P          | Kamui Kobajaši | 6   | Ret | 10  | 13  | 5   | Ret | 9   | Ret | 11  | 4   | 18† | 13  | 9   | 13  | 3   | Ret | 14  | 6   | 14  | 9   | 126  | 6. místo |
| 2012 | Sauber F1 Team | Ferrari Type 056 | P          | Sergio Pérez   | 8   | 2   | 11  | 11  | Ret | 11  | 3   | 9   | Ret | 6   | 14  | Ret | 2   | 10  | Ret | 11  | Ret | 15  | 11  | Ret | 126  | 6. místo |